# ATP Challenger Cary
Das ATP Challenger Cary (offizieller Name: Cary Tennis Classic) ist ein Tennisturnier in Cary, North Carolina, das 2015 zum ersten Mal ausgetragen wurde. Es ist Teil der ATP Challenger Tour und wird im Freien auf Hartplatz ausgetragen.

## Liste der Sieger

### Einzel
| Jahr     | Sieger               | Finalgegner               | Ergebnis       |
| -------- | -------------------- | ------------------------- | -------------- |
| 2025     | Rei Sakamoto         | Liam Draxl                | 6:1, 6:4       |
| 2024     | Roman Safiullin      | Mattia Bellucci           | 1:6, 7:5, 7:5  |
| 2023 (2) | Zachary Svajda       | Rinky Hijikata            | 7:63, 4:6, 6:1 |
| 2023 (1) | Adam Walton          | Nicolas Moreno de Alboran | 6:4, 3:6, 7:5  |
| 2022     | Michael Mmoh         | Dominik Koepfer           | 7:5, 6:3       |
| 2021 (2) | Mitchell Krueger (2) | Björn Fratangelo          | 6:4, 6:3       |
| 2021 (1) | Mitchell Krueger (1) | Ramkumar Ramanathan       | 7:64, 6:2      |
| 2020     | Denis Kudla          | Prajnesh Gunneswaran      | 3:6, 6:3, 6:0  |
| 2019     | Andreas Seppi        | Michael Mmoh              | 6:2, 6:74, 6:3 |
| 2018     | James Duckworth      | Reilly Opelka             | 7:64, 6:3      |
| 2017     | Kevin King           | Cameron Norrie            | 6:4, 6:1       |
| 2016     | James McGee          | Ernesto Escobedo          | 1:6, 6:1, 6:4  |
| 2015     | Dennis Novikov       | Ryan Harrison             | 6:4, 7:5       |

### Doppel
| Jahr     | Sieger                                    | Finalgegner                             | Ergebnis           |
| -------- | ----------------------------------------- | --------------------------------------- | ------------------ |
| 2025     | Finn Reynolds James Watt                  | Patrick Harper Trey Hilderbrand         | 6:3, 6:72, [10:5]  |
| 2024     | John Peers John-Patrick Smith             | Federico Agustín Gómez Petros Tsitsipas | kampflos           |
| 2023 (2) | Andrew Harris Rinky Hijikata              | William Blumberg Luis David Martínez    | 6:4, 3:6, [10:6]   |
| 2023 (1) | Evan King (2) Reese Stalder               | Miķelis Lībietis Adam Walton            | 6:3, 7:64          |
| 2022     | Nathaniel Lammons Jackson Withrow         | Treat Huey John-Patrick Smith           | 7:5, 2:6, [10:5]   |
| 2021 (2) | William Blumberg Max Schnur               | Stefan Kozlov Peter Polansky            | 6:4, 1:6, [10:4]   |
| 2021 (1) | Christian Harrison Dennis Novikov (2)     | Petros Chrysochos Michail Pervolarakis  | 6:3, 6:3           |
| 2020     | Teimuras Gabaschwili Dennis Novikov (1)   | Luke Bambridge Nathaniel Lammons        | 7:5, 4:6, [10:8]   |
| 2019     | Sekou Bangoura Michael Mmoh               | Treat Huey John-Patrick Smith           | 4:6, 6:4, [10:8]   |
| 2018     | Evan King(1) Hunter Reese                 | Fabrice Martin Hugo Nys                 | 6:4, 7:66          |
| 2017     | Marcelo Arévalo Miguel Ángel Reyes Varela | Miķelis Lībietis Dennis Novikov         | 6:76, 7:61, [10:6] |
| 2016     | Philip Bester Peter Polansky              | Stefan Kozlov Austin Krajicek           | 6:2, 6:2           |
| 2015     | Chase Buchanan Blaž Rola                  | Austin Krajicek Nicholas Monroe         | 6:4, 6:75, [10:4]  |